# 옥계중학교 (강원)
옥계중학교(玉溪中學校)는 대한민국 강원특별자치도 강릉시 옥계면 천남리에 있는 공립 중학교이다.

## 학교 연혁
- 1954년 5월 10일 : 옥계중학교 설립인가(3학급)
- 1954년 6월 27일 : 옥계중학교 개교
- 1956년 3월 10일 : 제1회 졸업생 배출
- 1958년 8월 29일 : 현 위치의 교사로 이전
- 2010년 12월 20일 : 다목적실(솔마루 체육관) 준공
- 2011년 10월 20일 : 급식소 준공
- 2015년 3월 1일 : 3학급 편성
- 2022년 3월 1일 : 제31대 권순길 교장 취임
- 2025년 1월 2일 : 제70회 졸업식 7명(졸업생 누계 7,726명)
- 2025년 3월 4일 : 2025학년도 입학식(7명)

## 참고 자료
- 옥계중학교 - 한국교육학술정보원 학교알리미